# Radford (Schiff, 1942)
Die USS Radford (DD-446) war ein Zerstörer der Fletcher-Klasse der United States Navy. Sie wurde 1942 in Dienst gestellt und nahm am Zweiten Weltkrieg, am Koreakrieg sowie am Vietnamkrieg teil. 1969 außer Dienst gestellt, wurde sie 1970 zum Abwracken verkauft.

## Namensgeber
Rear Admiral William Radford (1. März 1808 – 8. Januar 1890) war ein Offizier der US Marine während des Mexikanisch-Amerikanischen Krieges und des Amerikanischen Bürgerkrieges.

## Technik

### Rumpf und Antrieb
Der Rumpf der USS Radford war 114,7 m lang und 12,2 m breit. Der Tiefgang betrug 5,4 m, die Verdrängung 2050 Tonnen. Der Antrieb des Schiffs erfolgte durch zwei Dampfturbinen von General Electric, der Dampf wurde in vier Kesseln von Babcock & Wilcox erzeugt. Die Leistung betrug 60.000 Wellen-PS, die Höchstgeschwindigkeit lag bei 38 Knoten.

### Bewaffnung und Elektronik
Hauptbewaffnung der USS Radford waren bei Indienststellung fünf 5-Zoll/127-mm-Mark-30-Einzeltürme. Dazu kamen diverse Flugabwehrkanonen, die im Laufe des Krieges immer weiter verstärkt wurden. 1948/49 wurde das Schiff dann zum U-Jagdzerstörer umgebaut und erhielt verstärkte Anti-U-Boot-Bewaffnung, unter anderem einen Mk.-108-U-Jagdraketenwerfer vor der Brücke.
Die USS Radford war mit Radar ausgerüstet. Am Mast über der Brücke waren ein SG- und ein SC-Radar montiert, mit denen Flugzeuge auf Entfernungen zwischen 15 und 30 Seemeilen und Schiffe in Entfernungen zwischen 10 und 22 Seemeilen geortet werden konnten.

## Geschichte
USS Radford wurde am 2. Oktober 1941 bei Federal Shipbuilding and Drydock Company in Kearny, New Jersey auf Kiel gelegt. Am 3. Mai 1942 lief sie vom Stapel. Ihre Taufpatin war François E. Matthes. Die Indienststellung des Zerstörers erfolgte am 22. Juli 1942.

### 1942
Nach der Erprobungsfahrt entlang der Küste Neu-Englands schleppte USS Radford den brennenden Truppentransporter USS Wakefield (AP-21) nach Halifax, wo die Brände gelöscht werden konnten. Nach einer U-Jagd-Patrouille an der Ostküste, wurde das Schiff am 5. Dezember in den Pazifik beordert.

### 1943
Auf Noumea wurde USS Radford Teil der Task Group (TG) 67.5 und nahm mit ihr am 19. Januar 1943 an der Beschießung japanischer Stellungen und Anlagen auf Guadalcanal teil. In der Nacht vom 23. auf den 24. Januar setzte sie ihre Artillerie gegen feindlich Verfügungsräume auf Kolombangara ein. In der darauffolgenden Woche gelang der USS Radford der Abschuss von drei japanischen Flugzeugen. USS Radford wurde nach Tulagi entlassen, von wo aus sie in See stach, um die Besetzung der Russell-Inseln durch US-amerikanische Truppen zu decken. In der Nacht vom 5. auf den 6. März beschoss sie den Flugplatz Munda Point sowie Einrichtungen auf New Georgia und am 15. und 16. März erneut Kolombangara.
Der Zerstörer deckte am 29. Juni die Landung auf Rendova. Sie schoss fünf japanische Flugzeuge ab. Am 1. Juli beschädigte die Radford ein japanisches U-Boot durch Geschützfeuer und Wasserbomben. In der Nacht vom 5. auf den 6. Juli 1943 nahm die Radford an der Schlacht im Kula-Golf teil. Zusammen mit der Nicholas rettete sie 468 Überlebende des in der Schlacht versenkten leichten Kreuzers Helena und wurde mit einer Presidential Unit Citation ausgezeichnet. Am 12. und 13. Juli nahm der Zerstörer an der Schlacht bei Kolombangara teil. Sie verließ am 17. Juli die Salomonen und eskortierte den in der Schlacht schwer beschädigten Kreuzer Leander über die Neuen Hebriden nach Auckland, Neuseeland. Anschließend fuhr sie nach Nouméa, Neukaledonien. Bei ihrer Rückkehr nach Guadalcanal versenkte die Radford am 14. September mehrere feindliche Lastkähne. Am 25. November versenkte sie das japanische U-Boot I-19. Nach der Schlacht um die Gilbertinseln fuhr die Radford über Pearl Harbor zur Überholung nach San Francisco, wo sie am 15. Dezember einlief.

### 1944
Am 2. Februar kehrte die USS Radford ins Majuro-Atoll zurück und schirmte am 18. Februar die Tanker, die die Einheiten der Task Force 58 während der Operation Hailstone mit Treibstoffen versorgten, ab. Danach eskortierte sie die Versorgungsschiffe zu den Neuen Hebriden. Im März beschoss die USS Radford Geschützstellungen auf Bougainville. Sie beschoss den Strand der Humboldt Bay während der Operation Reckless am 22. April. Über die Salomonen und Noumea kehrte sie Anfang Juni nach Neuguinea zurück. Bis September unterstützte sie die alliierten Operationen auf Neuguinea durch Geleitzugdienst und Einsatz ihrer Geschütze gegen Landziele.
Um Reparaturen durchzuführen, lief USS Radford am 12. September nach Pearl Harbor. Am 20. November fuhr sie nach Eniwetok und Ulithi. Sie eskortierte am 4. Dezember eine Gruppe Handelsschiffe zum Golf von Leyte.

### 1945
USS Radford operierte in diesem Gebiet und um Mindoro, bis sie am 4. Januar 1945 zum Golf von Lingayen fuhr. Nach Unterstützung der Landung auf Luzon, beschoss sie die Strände der Halbinsel Bataan. Als sie am 14. Februar in den Hafen von Mariveles einlief, um die von einer Mine beschädigte USS La Vallette abzuschleppen, wurde die USS Radford ebenfalls durch eine Mine beschädigt. Sie lief zur Reparatur nach San Francisco, wo sie bis zum Abschluss der Reparaturarbeiten am 30. September 1945 blieb.

### Nachkriegszeit
USS Radford wurde am 17. Januar 1946 außer Dienst gestellt und der Reserveflotte in San Francisco zugeteilt. Sie wurde zum Geleitzerstörer (DDE-446) umklassifiziert. Am 17. Oktober 1949 wurde USS Radford erneut in Dienst gestellt. Nach der Erprobungsfahrt fuhr sie zu ihrem Heimatstützpunkt Pearl Harbor. Im Mai 1950 begleitete sie die USS Valley Forge zur Subic-Bucht und Hongkong.

### Koreakrieg
Bei Ausbruch des Koreakrieges wurde die USS Radford zur 7. Flotte, die die UN-Streitkräfte unterstützte, nach Korea verlegt, wo sie bis zur Rückkehr nach Pearl Harbor am 9. November 1950 eingesetzt wurde. Das nachfolgende Jahr war ausgefüllt mit Überholungsarbeiten und Ausbildungsfahrten. Am 19. November 1951 nahm sie erneut Kurs Richtung Korea, wo sie der Task Force 77, einer schnellen Flugzeugträgerkampfgruppe, angehörte. Des Weiteren war USS Radford zusammen mit britischen Einheiten an der Westküste der umkämpften Halbinsel zum Landzielbeschuss und zur Unterstützung von Minensuchoperationen eingesetzt. Sie rettete Überlebende des Dampfschiffes Easton vor der Küste Japans. Am 21. Juni 1952 kehrte sie nach Pearl Harbor zurück.
USS Radford stach am 4. September 1952 wieder in See und führte Patrouillen und Übungen im Westpazifik durch. Sie kehrte am 25. November nach Pearl Harbor zurück, wo sie bis zum 3. Mai 1953 die typspezifische Ausbildung durchlief. Anschließend gehörte sie wieder der TF 77 an und beschoss Ziele an der Ostküste Koreas. Vom 12. bis 22. Juli bekämpfte sie zusammen mit USS Manchester Ziele in der Umgebung von Hode Pando. Nach Patrouillen in der Straße von Taiwan kehrte sie am 30. November 1953 nach Pearl Harbor zurück.

### 1953–1966
In den nächsten Jahren wechselten sich Operationen in den Gewässern rund Hawaii mit Entsendungen nach Fernost. In dieser Zeit gehörte die USS Radford 1954, 1955 sowie 1956 zur Taiwan Patrol und operierte 1957, 1958 sowie 1959 in japanischen Gewässern. Am 25. März 1960 begann in Pearl Harbor die sieben Monate lang andauernde Umrüstung im Rahmen des FRAM II-Programms. Sie erhielt einen Hangar und ein Flugdeck. 1961 operierte das Schiff in Hawaiianischen Gewässern, barg die Discoverer 25-Kapsel und rettete am 16. November fünf Fischer aus Seenot.

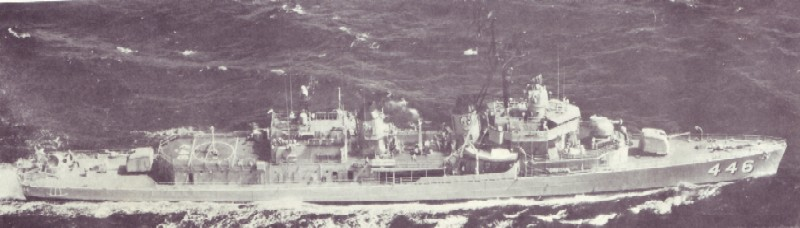
USS Radford nach FRAM II

Am 5. Februar 1962 lief die USS Radford in den Westpazifik und gehörte zur ASW Task Group 70.4 bestehend aus USS Bennington und acht Zerstörern der Destroyer Divisions 252 und 92. USS Radford nahm an SEATO-Manövern teil und wurde im Mai in das Südchinesisches Meer und im Juni in die Straße von Taiwan entsendet. Sie kehrte am 18. Juli 1962 nach Pearl Harbor zurück und wurde am 7. August wieder zu DD-446 umklassifiziert. Am 3. Oktober 1962 befand sich die USS Radford während des Sigma 7-Fluges östlich von Midway.
1963 wurde das Schiff mit Variable Depth Sonar und einer QH-50-U-Jagd-Drohne ausgerüstet. 1963, 1965 und 1966 war die USS Radford erneut im Westpazifik eingesetzt.

### Vietnamkrieg
Während der Jahre 1967, 1968 und 1968 war sie auf der Yankee Station eingesetzt und beschoss Ziele in Südvietnam.

### Verbleib
USS Radford wurde 1969 in San Francisco außer Dienst gestellt und am 10. November aus der Flottenliste gestrichen. 1970 wurde sie zur Verschrottung verkauft.

## Auszeichnungen
USS Radford erhielt zwölf Battle Stars für ihre Dienste im Zweiten Weltkrieg, fünf Battle Stars während des Koreakrieges und vier während des Vietnamkrieges. Des Weiteren erhielt sie eine Armed Forces Expeditionary Medal.